# 抄物
抄物（しょうもの）は、室町時代中期から江戸時代初期にかけて製作された、ある漢文作品に対する解説・註釈をむねとする書物の総称。先行する諸註釈を参照にしながら、わかりやすくまとめられた講義の筆録もしくは講義体の形式を借りた註釈書であり、口頭語的な要素を生かしつつ仮名書きであらわされることが多いため、註釈の内容のほかに中世後期の国語学的資料としての高い価値をも持つ。
抄物は、講義のために講師の製作する手控え形式のものと、講義の参加者がその内容を筆録した聞書形式のもの、さらに先行抄物を集大成した形式のものに大別することができるが、実際には聞書であっても直接の筆録ではなく講師の手控えを引き写したものであったり、手控えであっても先行する抄物を参照しつつ作り上げられたものであったり、その内容は幅広い。概して言えば、初期の抄物は純粋な手控え・聞書の形式が多く、後期になるほど右に述べたような複雑な成立ちによるものや集大成形式のものが多くなる。また、註釈・解説としての性質上、先行の抄物の内容をそのまま踏襲することはしばしば見られ、この点において一般の文学作品などとは性質が異なる。
文体は漢文によるものもあるが、多くは和文、それも当時の口語の様相をそのままにとどめたものが多い。また「～ゾ」と、係助詞ゾを文末終止に用いた独特の文体が用いられている。これらの特色は後期の、実際には講義とはかかわりを持たなかった抄物においても踏襲されるなど、抄物というジャンルを特色づけるものとして扱われている。和文の場合には片仮名書きが一般的で、こうした抄物を特に「仮名書抄物」と称することもある。
講義・註釈の対象となった作品は、漢籍と内典および一部の国書が中心である。漢籍は経書では四書、『毛詩』、『周易』などに多く抄物がつくられた。製作者の大半は明経道博士家にかかわりを持つ人々であり、特に清原宣賢がこの分野において果たした役割は大きい。註の内容としては、初期にはもっぱら旧註によるものが主で、後期にいたって新註の成果が加えられるようになるが、その場合にも旧註と新註が併記されているところに特色があり、概していえば旧註の勢力のほうがつよい。
史書においては『史記』および『漢書』の列伝を中心とする部分に多くの抄物が残る。初期には紀伝道博士家の手になるものがあるが、しだいに五山僧がこの分野の抄物を担うようになっていった。『漢書列伝竺桃抄』は現存する抄物のうちでも最古のものとされる。子書（子部、四部分類を参照）では『荘子』などの抄物が残る。集書（集部）では『古文真宝』、『三体詩』、『長恨歌』、蘇軾・黄庭堅など北宋詩などに盛んに抄物が行われ、現存する量も多い。また五山僧を中心とする日本詩人や中国詩人の詞華集が独自にあまれ、これに対する抄物が作られることもあった（『中華若木抄』など）。子書においても、抄物の大きな担手は五山僧であり、江戸後期の漢文註釈と比較すると、『文章軌範』ではなく『古文真宝』、『唐詩選』ではなく『三体詩』、南宋詩よりも北宋詩など、その内容に独自の傾向が見られる。
内典は主に五山僧によって抄物がつくられたために、原典はほとんどすべてが禅籍である。国書は日本書紀の抄物がさかんに作られた。これは清原宣賢、吉田兼倶らの手になるもので、中世神道と深いかかわりを持つ。